# Shashan
Shashan (kinesiska: 杉山, 杉山镇) är en köping i Kina. Den ligger i provinsen Hunan, i den södra delen av landet, omkring 100 kilometer sydväst om provinshuvudstaden Changsha. Antalet invånare är 17738. Befolkningen består av 8 732 kvinnor och 9 006 män. Barn under 15 år utgör 16,0 %, vuxna 15-64 år 72 %, och äldre över 65 år 11,0 %.
Genomsnittlig årsnederbörd är 1 741 millimeter. Den regnigaste månaden är maj, med i genomsnitt 279 mm nederbörd, och den torraste är oktober, med 50 mm nederbörd.